# Vernyhora
Vernyhora (ukrajinsky Вернигора, „muž, který převrátil hory“) byl legendární potulný ukrajinský lidový zpěvák a prorok, který údajně žil v 18. století. Často byl zobrazován s niněrou.

## Život
V jeho životopise je obtížné oddělit legendu od historických faktů. Předpokládá se, že přišel od kozáků. V mladém věku pobýval Vernyhora v Záporoží a bojoval proti Rusům, Turkům a Tatarům. Předpověděl zánik Polského království na konci 18. století. Ruské úřady vypsaly odměnu za Vernyhorovu hlavu. Vernyhora podpořil anti-ruskou konfederaci v Baru (1768–1772). Podle legendy zemřel kolem roku 1769 v 96 letech v Parchomyvce (Kyjevská oblast) a byl pohřben v Korsuni-Ševčenkivském.
Vernyhorova proroctví sepsal kolem roku 1830 polský historik Joachim Lelewel (1786–1861).
Vernyhora je opakovaně zmiňován v polské literatuře a zobrazován v polském malířství. V dramatu Stanisława Wyspiańského „Veselka“ (1901), se Vernyhora nachází mezi svatebčany, vyzývá Poláky k povstání a dává hostiteli zlatý lovecký roh. Hostitel předává roh mladému chlapci, který ho však ztratí, takže nelze svolat povstalce.
Polský romanopisec Michał Czajkowski (1804–1886) vydal v roce 1838 román Wernyhora, wieszcz ukraiński: powieść historyczna z roku 1768 (Wernyhora, ukrajinský bard: historický román s roku 1768). (Lipsko: F. A. Brockhaus)